# 猟奇の檻 第2章
『猟奇の檻 第2章』（りょうきのおり だい2しょう）は、1996年11月に日本プランテックよりPC-9800シリーズ (PC98) 向けに発売されたアダルトゲーム。
本項では、そのリメイク版『真説 猟奇の檻 第2章』（しんせつ りょうきのおり だい2しょう）についても記述する。

## 猟奇の檻 第2章

### 概要
本作は、『猟奇の檻』シリーズの第2作に当たる。基本的なゲームシステムは前作を踏襲しているが、マップがオーソドックスなトップビュー形式となり、主人公キャラクターを操作しやすくなった。百貨店を舞台にしていた前作とは違い、本作ではハイテクテーマパークが舞台。また、タイトルにある「猟奇」の示すものが前作では舞台全体だったのに対し、本作ではバッドエンドでの描写に重きを置くようになっている。なお、タイトルロゴの表記を全てまとめると、『猟奇の檻 第2章 second chapter "The Vengeful Days"』（りょうきのおり だい2しょう セカンド・チャプター “ザ・ヴェンジェフル・デイズ”）となるが、本項ではパッケージでの表記に順ずる。
Win95版は主人公以外の登場キャラクターがフルボイス化されている。
2004年にCALIGULAより発売された『真説 猟奇の檻』は、本作から8年後の後日談に当たる。

### スタッフ
- シナリオ：佐野一馬、黒田洋一
- キャラクターデザイン、原画：横田守
- 開発：スタジオポラリス
- 発売：日本プランテック

### あらすじ
ある夜の月明かりの下、西洋の古城と思しき場所にそびえ立つ塔の頂上から、1人の女性が転落死した。
それから数年後。国内五指に入る複合企業「帝国創生新社」の社員・斎藤剛史は、本社の警備部門からハイテクテーマパーク「ファンタージェン」の警備部門への異動を命じられる。あまり気乗りはしなかったが、斎藤は辞令に従って強化プラスチック製の黒い騎士鎧を着込むと、ガード（警備兵）の任に着く。しかし、総責任者・天野美雪を初め、多種多様な上司や同僚の存在に少々面食らいながらも、彼らと過ごす日々は悪いものではなかった。本社勤務時から日々の仕事に適度な緊張と娯楽性を見出すことに慣れていた斎藤は、ここでもまたそれらを見出していく。
そんな数日が過ぎたある日、同僚の1人・梶原まことの死体が、園内の外れにある清掃用具室で発見される。死因は一酸化炭素中毒。死体を共に発見した同僚の1人・島本和子と協力しての蘇生術も、空しいだけであった。その背後では、梶原と交際し始めたばかりの同僚の1人・北沢牧子が、変わり果てた梶原の姿に失神する。ファンタージェンの中央部ではそんな斎藤達を見下ろすように、西洋の古城を模したパークシンボル「ドラクル城」が、静かにそびえ立っていた。

### 登場キャラクター
Win95版、OVA版共に声優名は非公開。

#### 主人公
斎藤 剛史（さいとう たけし）
年齢：24歳、その他の設定は不明。
国内最大の複合企業「帝国創生新社」の社員。元は本社の警備部員だったが、辞令によりファンタージェンへと異動してきた。強化プラスチック製の黒い騎士鎧を着込んだガードとして、物語を進めていくことになる。
容姿に関しては天野美雪いわく、「ルックスはまぁまぁ」「身長は高い」「姿勢が悪い」「しまりのない笑顔」とのこと。
漢字は異なるが、『真説 猟奇の檻』の斉藤剛史と同一人物。

#### ヒロイン
それぞれに専用エンディングが存在する。
北沢 牧子（きたざわ まきこ）
年齢：21歳 / 身長：161cm / スリーサイズ：80-57-82（cm） / 血液型：O型
漆黒のウェディングドレスに身を包み、城型アトラクションのドラキュラ・ラント「ドラクル城」に立っているスタッフの1人。美しい容姿とは関係無く内気で生真面目、無口で奥手とあまり抜きん出た特徴を持たないが、仕事を離れると埴輪が好きという珍しい一面も見せる。梶原まことと交際中。
正史では、斎藤剛史の生き様に大きな影響を与えることとなる。
島本 和子（しまもと かずこ）
年齢：27歳 / 身長：161cm / スリーサイズ：85-62-88（cm） / 血液型：O型
ファンタージェンで使われる大型機器の整備を担う電気系統エンジニア。大きな眼鏡と、アップスタイルにした青い髪が特徴。男性との出会いに恵まれてこなかった現状に、少し焦りを感じている。酒は好きだが、つい飲みすぎては羽目を外してしまうのが常。物語途中で何者かに襲われ、昏睡状態に陥る。
北沢牧子と同じく、正史では斎藤剛史の生き様に後々まで大きな影響を与えることとなる。
神崎 志津子（かんざき しづこ）
年齢：20歳 / 身長：159cm / スリーサイズ：79-57-80（cm） / 血液型：O型
北沢牧子と同じく、ドラクル城に立っているスタッフの1人。こちらは漆黒のウェディングドレスだけでなく、頭にはコウモリの羽をあしらったティアラとベールを着けている。お金持ちの令嬢であり、やや高飛車かつ男嫌いな性格をしているが、根は気さく。超お嬢様学校を卒業後、幼馴染の成毛モエミの紹介でファンタージェンに就職した。
「馬鹿」の三段活用と、強烈なビンタで知られる。
日泉 ひかる（ひいずみ ひかる）
年齢：24歳 / 身長：162cm / スリーサイズ：77-56-79（cm） / 血液型：A型
北沢牧子や神崎志津子と同じく、ドラクル城のスタッフの1人。ひかるの場合は花嫁ではなく悪魔の1人という設定で、頭にはヤギの角、手には槍、背には翼、そして衣装は健康美溢れる身体を目立たせる超ハイレグレオタード調。元はダンサーを目指していたが、なぜか帝国創生新社の契約社員となってしまい、現在に至る。
ファンタージェンの中央メインストリートで行われるパレードの先頭で踊れるようになるのが、当面の夢。
宮下 たまみ（みやした たまみ）
年齢：17歳 / 身長：152cm / スリーサイズ：75-54-77（cm） / 血液型：O型
キョンシー・ラントの中華料理店「猿人殺法飯店」（えんじんさっぽうはんてん）のウェイトレスとしてアルバイト中の高校生。エリア名が示すとおり、キョンシーをあしらった衣装を纏っている。陽気で元気一杯。既にファンタージェンへの就職が内定しており、現在は卒業を待つばかり。葛城かなめとは同級生。
実は「覇皇天砕流柔術」（はおうてんさいりゅうじゅうじゅつ）という凄まじい威力を誇る格闘術の有段者でもあり、総料理長の劉角凡とは営業中であろうとなかろうと、隙あらば拳を交えている。
OVA版では混乱に乗じてドラクル城の地下に監禁され、欲望の限りを尽くされる。
笹塚 京（ささづか きょう）
年齢：22歳 / 身長：166cm / スリーサイズ：89-60-90（cm） / 血液型：AB型
オーディーン・ラントの「バイキング・シップ」スタッフ。ハルバードを手にした衣装はワルキューレをモデルにしており、見事なプロポーションを誇る肢体が露になっている。表向きは勝気で男っぽく面倒臭がりだが、内面は意外に脆い性格。井上雅和と交際中。
佐久間 由佳里（さくま ゆかり）
年齢：18歳 / 身長：149cm / スリーサイズ：74-56-78（cm） / 血液型：B型
セキュリティールームから、ヘッドセットを介して斎藤剛史に指示を与えるオペレーター。小柄な身体に大きな眼鏡が似合う童顔と、幼さいっぱいの容姿だが、コンピュータ知識に関しては抜群。
緑川 さくら（みどりかわ さくら）
年齢：20歳 / 身長：157cm / スリーサイズ：78-59-85（cm） / 血液型：AB型
ワールド・バザール内にある洋菓子店「ミルキーハウス」の店員。常にフリフリのメイド服姿。自分でも洋菓子を作るが、調子に乗っては正規の材料以外の物も混ぜてしまうため、完成品の味については保証できない。その一方で、勤務中でも暇さえあればセックスに興じるというお気楽な一面も持っており、言わば前作における真田くららのようなヤリマンタイプ。梶原まことを密かに狙っている。
天野 美雪（あまの みゆき）
年齢：32歳 / 身長：164cm / スリーサイズ：89-63-92（cm） / 血液型：O型
ファンタージェンの総責任者。帝国創生新社の本社から派遣された。転属してまもない斎藤剛史に対しては、何かにつけて「減俸ッ!」と口にするのが常。ファンタージェンの経営を何より第一に考える有能で厳格な人物だが、本社の方針には少々疑問も持っている。酒には飲まれてしまうタイプのため、たまの休日に嗜むギャンブルが唯一の趣味。
胡桃沢 裕子（くるみざわ ゆうこ）
年齢：24歳 / 身長：166cm / スリーサイズ：90-63-87（cm） / 血液型：A型
佐渡島慈吾郎の下で、ファンタージェン殺人事件を担当することになった新米刑事。服装は制服ではなく私服であるが、たくし上げて結んだ半袖のワイシャツからはお腹を露出させ、ボロボロのジーンズからは右足を付け根まで露出という、とてもラフなもの。気さくな性格で、新米なりのプロファイリングを駆使しながら、捜査に当たる。
『真説 猟奇の檻』では警部に昇進しており、昔馴染の斉藤剛史に頼まれていた情報を伝えに登場する（ただし、CGは用意されておらず声のみ）。

#### その他
梶原 まこと（かじわら まこと）
年齢：23歳 / 身長：163cm / 血液型：AB型
アルテミス・ラントの清掃員。小柄な身体にホビットを模した衣装を着けている、明るい性格の好青年。北沢牧子への猛アタックが実って交際し始めたばかりであったが、梶原自身は物語序盤で謎の一酸化炭素中毒死を迎えてしまう。
井上 雅和（いのうえ まさかず）
年齢：25歳 / 身長：181cm / 血液型：A型
斎藤剛史と同じく、ファンタージェン内を巡回しているガード。ただし鎧は金色と、イケメン容姿に見合った派手な作りになっている。笹塚京とは交際中であるが、構わず他の女性にも手を出そうとするプレイボーイでもある。
服部 友蔵（はっとり ともぞう）
年齢：52歳 / 身長：187cm / 血液型：O型
古代エジプトと砂漠を模したファラオ・ラント「スターゲイト」に立っているスタッフ。エリアに合わせ、ファラオのミイラ衣装を着けている。何も知らない他人は威圧されてしまう大柄な身体に、無口・無表情・無愛想と三拍子揃った少々偏屈な人物だが、根はそれほどでもない。
佐渡島 慈吾郎（さどがしま じごろう）
年齢：50歳 / 身長：164cm / 血液型：B型
部下の胡桃沢裕子を伴い、ファンタージェン殺人事件を担当する警部。キセル・腹巻・コートとくたびれた容姿ではあるが、関東では名を知られた人物。語尾によく「ぞな」を付ける。
『真説 猟奇の檻』では、若手に後を任せて一線を退いた旨が、裕子の口から語られる。
劉 角凡（りゅう かくはん）
年齢：45歳 / 身長：193cm / 血液型：O型
「猿人殺法飯店」の総料理長。通称はハーン、もしくはMr.ハーン。筋骨隆々の身体は日々の調理をこなせるだけでなく、巨大なクマをも素手で倒せる強靭なもの。強烈な顔同様に豪快な性格をしており、宮下たまみとは上司と部下の関係である一方、暇さえあれば拳を交える師匠と弟子、そしてライバルでもある。語尾によく「チョー」を付ける。
江頭 善司（えがしら ぜんじ）
年齢：36歳 / 身長：169cm / 血液型：AB型
ファンタージェンの新任経営者であり、帝国創生新社の幹部候補。アメリカ合衆国から戻ってきたばかりで、フランクな（悪く言えば下品極まりない）言動が特徴。スキンシップと称して女性を付け狙う辺り、かなりの危険人物でもある。
森本 弘美（もりもと ひろみ）
年齢：22歳 / 身長：158cm / 血液型：B型
斎藤剛史や井上雅和と同じく、ファンタージェン内を巡回しているガード。こちらの鎧は白銀。梶原まことよりも小柄な身体付きをしており、弱々しい男や井上のようなプレイボーイを嫌う厳しい言動が特徴の青年。
葛城 かなめ（かつらぎ かなめ）
年齢：17歳 / 身長：158cm / スリーサイズ：102-60-84（cm） / 血液型：O型
宮下たまみの同級生。登場人物中最大の巨乳（というより爆乳）を持つ美少女。遊園地が大好き。入ると決めた短大へ向けての受験勉強もそこそこに、高校の制服姿でファンタージェンをよく訪れている。
成毛 モエミ（なるげ モエミ）
年齢：20歳 / 身長：169cm / スリーサイズ：97-58-83（cm） / 血液型：AB型
本来はファラオ・ラントのスタッフだが、「スターゲイト」の休業を受けてバニーガール（『不思議の国のアリス』に出てくる白兎がモデル）となり、ファンタージェン内を巡回している。神崎志津子とは幼馴染であり、葛城かなめに次ぐ巨乳の持ち主。
六条 むつき（ろくじょう むつき）
年齢：20歳 / 身長：155cm / スリーサイズ：81-61-84（cm） / 血液型：B型
セキュリティールームで働く新人オペレーター。さつきとは双子の姉妹で、姉に当たる。さつきよりやや垂れ目。性格は清楚。
六条 さつき（ろくじょう さつき）
年齢：20歳 / 身長：155cm / スリーサイズ：82-61-83（cm） / 血液型：B型
セキュリティールームで働く新人オペレーター。むつきとは双子の姉妹で、妹に当たる。性格は活発。
ボッカ 千代（ボッカ ちよ）
ワールド・バザールにある「占いの館」の女性占い師。美麗な目元以外はほとんど晒さず、一切のプロフィールが謎。斎藤剛史と各ヒロインの相性を占ってくれる。
丸山 望（まるやま のぞむ）、前原 佐乃助（まえはら さのすけ）、小野寺 喜一（おのでら きいち）
丸山（身長：168cm / 血液型：O型）、前原（身長：163cm / 血液型：B型）、小野寺（身長：174cm / 血液型：AB型）
3人ともファンタージェンを訪れた高校生。眼鏡かつイケメンが丸山望で、通称はメガネ。童顔かつ小柄が前原佐乃助で、通称はサスケ。赤毛かつ大柄が小野寺喜一で、通称はデラ。修学旅行の自由時間中、ナンパ目的にファンタージェンを訪れる。
財前 瑠璃子（ざいぜん るりこ）
年齢：20歳 / 身長：153cm / スリーサイズ：78-59-81（cm） / 血液型：B型
物語冒頭で何者かによって殺される女性。ある人物の妹でもあり、かつてはファンタージェンのマスコットキャラクター「白衛門」の着ぐるみに入っていた。
草加部 総一郎（くさかべ そういちろう）
ファンタージェンの全てを担うオペレーティングシステム「MAOS」 (Multi Affairs Operating System) の開発者。かつてはある人物と深い関係にあったが、現在は行方不明。

### OVA版

#### 概要 (OVA)
ピンクパイナップルより発売。18禁で全3巻。本編は30分。登場キャラクターは原作と同じだが、一部のヒロインは顔見せ程度にしか出番が無い、声優陣がWin95版と別物などの違いがある。

#### 各巻サブタイトル
- 第一幕『殺すなかれ…』（発売日：2001年4月27日）
- 第二幕『望むなかれ…』（発売日：2001年7月27日）
- 第三幕『告げるなかれ…』（発売日：2001年11月22日）

2006年7月28日には、DVD廉価版が全3巻同時に発売された。

#### スタッフ (OVA)
- 原作：「猟奇の檻 第2章」
- 企画：乱交太郎
- プロデューサー：大宮三郎、Show隈部
- 監督：こんのせい
- シナリオ：柴田ねこる
- シナリオ監修：ラスプーチン矢野
- 演出：近藤隆史
- キャラクターデザイン・総作画監督：飯島弘也
- 作画監督：粟井重紀（2話のみ）
- メカデザイン：橋本敬史
- 色彩設定・色指定：野口稔
- 特殊効果：小森靖彦
- 美術監督：池端茂
- 撮影監督：小室正一
- 音楽：酒井良
- 音響プロデューサー：船戸健行
- 音響監督：千葉繁
- 編集：神谷信武
- タイトル・リスワーク：マキ・プロ
- 現像：東京現像所
- 制作：スタジオ九魔
- 製作：ピンクパイナップル

### 書籍
ジ・オリジナル・ピクチャーズ・オブ 猟奇の檻 第2章
1997年にセンチュリーより発売された。ゲーム版の全原画やキャラクター紹介などを掲載しているほか、ゲーム版のプロローグ部分をプレイできるWin95対応体験版と、Windows用デスクトップアクセサリーが収録されたCD-ROMを封入したムック本。ISBN 4-915966-28-3
猟奇の檻 第2章
1998年にワニブックスより発売された。紙谷龍生の手による小説版。『黒衣の花嫁』（ISBN 4-8470-3264-0）と『喪服のランデブー』（ISBN 4-8470-3275-6）の上下巻構成。

### 備考
不具合
Win95版のハードディスクドライブ（以降、「HDD」と表記）インストーラには、Internet Explorer （以降、「IE」と表記）4.0以降が導入された環境ではインストール作業が途中で止まるという不具合がある。そのため、IE4.0以降が標準搭載されているWin98以降では動作保証されていない。しかし、ゲームそのものの実行ファイルやデータファイルにはIE4.0以降に基づく不具合が無いため、手動で全データをCD-ROMからHDD内の任意のフォルダへコピーして読み取り専用属性を外せば、プレイは可能である。
後期出荷版ではインストーラが差し替えられてWin98対応となったが、こちらはごく少数しか出回っていない。
本作と『猟奇の檻』と『真説 猟奇の檻』の繋がり
シナリオライターの佐野一馬いわく、本作は開発当初の時点では前作『猟奇の檻』の続編ではない、タイトルに小さく『猟奇の檻シリーズ』を冠しただけの別作品になる予定であった。主人公の斎藤剛史にしても、警備員を主人公にすると決めた時点で、前作の登場人物の斉藤剛史から名前を借りただけの、漢字表記も異なる別人。お遊び要素として、北沢牧子が昔可愛がっていたイヌの名前を前作の登場人物の前田伸子が連れていたネコの名前と同じ「岩鉄丸」（がんてつまる）と設定したり、とある場所の背景へ前作の登場人物の坂東英子と播磨吾一を登場させたくらいである。このため、本作と前作の間に明確な繋がりは存在しない。
しかし、前作から『真説 猟奇の檻』へのリメイク作業においては、本作の後日談であることを示す要素が佐野により数多く盛り込まれ、斉藤も本作での一件を踏まえた同一人物となった。佐野自身も、それを認めるコメントを残している。

## 真説 猟奇の檻 第2章

### 概要（真説）
『真説 猟奇の檻 第2章』は、2009年5月1日にCALIGULAよりCALIGULA作品第6弾として発売されたアダルトゲーム。かつて日本プランテックより発売された、『猟奇の檻 第2章』のリメイク版である。なお、タイトルロゴの表記を全てまとめると、『真説 猟奇の檻 第2章 Second chapter : Vengeful Ghost on Fantasien.』（しんせつ りょうきのおり だい2しょう セカンド・チャプター：ヴェンジェフル・ゴースト・オン・ファンタージェン）となるが、本項では公式サイトでの表記に順ずる。
2008年8月15日から同年8月17日まで開催されていたコミックマーケット74のTerios/CALIGULA/Gash企業ブースにてイメージ画の描かれた告知ポスターが公開された後、同年8月19日にはCALIGULA公式サイトでも同デザインのイメージ画が、同年11月21日には紹介ページが公開された。
『真説』化に当たり、ゲームシステムには前作以上の変更が加えられた。主人公キャラクターを操作してマップ上に点在する各ステージ間を移動するという旧作や前作にあった要素は廃止され、マップから移動先を選択してステージの捜査や各キャラクターとの会話へ移行するシステムを採用している。また、シナリオやイベント関連については前作同様の変更により全体的な底上げは達成されているが、描き直されないまま削除された立ち絵やイベントCGも非常に多い。このため、テキストとイベントが噛み合っていない箇所が前作以上に散見される内容となっている。

### スタッフ（真説）
- 企画、シナリオ：佐野一馬
- ディレクション：松島詩史
- CGチーフ：はるのみこと
- キャラクターデザイン：横田守
- 原画：横田守、土代昭治
- 音楽：野中"まさ"雄一 (HEAD OFF,INC.)

### 主題歌
- プロデュース：I've
- 「Bizarrerie Cage」
  - 作詞：松島詩史 / 作曲・編曲：井内舞子 / 歌：MELL

### 登場キャラクター（真説）
『猟奇の檻 第2章』から引き続き登場しているキャラクターについては、基本的に変更点のみ記述する。なお、声優陣はWin95版ともOVA版とも違う面々へ総入れ替えとなった。

#### 主人公（真説）
斉藤 剛史

#### ヒロイン（真説）
北沢 牧子
声：五行なずな

島本 和子
声：岩田由貴

神崎 志津子
声：神谷奈央
年齢が19歳へ変更された（マニュアルなどへの記載は無いが、斉藤剛史との会話から判明）。私服も新たにデザインされている。
日泉 ひかる
声：咲良さく

宮下 たまみ
声：みる

笹塚 京
声：海原エレナ

佐久間 由佳里
声：西野みく

緑川 さくら
声：中原えり

天野 美雪
声：深井晴花

胡桃沢 裕子
声：山咲杏

成毛 モエミ
声：海原エレナ
本作ではヒロインの1人に昇格。

#### その他（真説）
梶原 まこと
声：土門熱
年齢が24歳へ変更された。
井上 雅和
声：茶介

服部 友蔵
声：しがけんじ

佐渡島 慈吾郎
声：一条和矢

劉 角凡
声：一条和矢

江頭 善司
声：丈隆志

森本 弘美
声：みすみ

葛城 かなめ
声：萌木唯

六条 むつき、六条 さつき
声：岩田由貴（むつき）、神谷奈央（さつき）
姉妹共々性的な裏の顔が存在しており、斉藤剛史との3Pにおいてそれが明らかとなる。
ボッカ 千代

丸山 望、前原 佐乃助、小野寺 喜一

財前 瑠璃子
声：神谷奈央

草加部 総一郎

### 漫画版
『真説 猟奇の檻 第2章 Second chapter : Vengeful Ghost on Fantasien. Remains of the darkness』（しんせつ りょうきのおり だい2しょう セカンド・チャプター：ヴェンジェフル・ゴースト・オン・ファンタージェン リメインズ・オブ・ザ・ダークネス）のタイトルで、オークス発行の「COMIC XO」2009年7月号より2010年4月号まで連載された。作画は香月りおが担当。
2010年5月25日には、単行本が発売された。全1巻。ISBN 978-4-86105-936-0